# 六甲幼稚園
六甲幼稚園（ろっこうようちえん）は、兵庫県神戸市灘区にある私立幼稚園。学校法人松泉館（しょうせんかん）が運営する。

## 所在地・交通
- 657-0065 兵庫県神戸市灘区宮山町三丁目3番5号
- 六甲駅（阪急神戸本線）下車

## 沿革
- 1946年 - 開園